# Bühlerzell
Bühlerzell är en kommun och ort i Landkreis Schwäbisch Hall i regionen Heilbronn-Franken i Regierungsbezirk Stuttgart i förbundslandet Baden-Württemberg i Tyskland.
Kommunen ingår i kommunalförbundet Oberes Bühlertal tillsammans med kommunerna Bühlertann och Obersontheim.